# Sílvia Gruart Rüsch
Sílvia Gruart Rüsch (Barcelona, 1968) és una periodista i escriptora catalana. És llicenciada en Periodisme per la Universitat Autònoma de Barcelona i va treballar al Diari de Barcelona i l'Avui, sempre a la secció de política internacional, on es va especialitzar en la informació sobre Alemanya i els països de l'Europa de l'Est.
L'any 2014 va ser guardonada amb un accèssit al Premi Just Manel Casero, amb la seva primera novel·la Només un any.
L'any 2020 publica la seva segona novel·la, En fals.

## Obra publicada
- Només un any,, 2014.[2]
- En fals, Angle Editorial, 2020.[2]